# Melodinus angustifolius
Melodinus angustifolius là một loài thực vật có hoa trong họ La bố ma. Loài này được Hayata mô tả khoa học đầu tiên năm 1911.